# لیونل کارول
لیونل کارول (انگلیسی: Lionel Carole؛ زادهٔ ۱۲ آوریل ۱۹۹۱) بازیکن فوتبال اهل فرانسه است.
از باشگاه‌هایی که در آن بازی کرده‌است می‌توان به باشگاه فوتبال سویا، باشگاه فوتبال نانت، باشگاه فوتبال گالاتاسرای، باشگاه فوتبال بنفیکا، باشگاه فوتبال تروا، و باشگاه فوتبال سدان اشاره کرد.
وی همچنین در تیم‌های ملی فوتبال زیر ۱۷ سال فرانسه، زیر ۲۰ سال فرانسه، و زیر ۲۱ سال فرانسه بازی کرده‌است.